# Покровский район (Свердловская область)
Покровский район — административно-территориальная единица в составе Уральской, Челябинской и Свердловской областей РСФСР, существовавшая в 1924—1930 и 1935—1963 годах. Административный центр — село Покровское.

### Уральская область
Покровский район был образован в 1924 году в составе Шадринского округа Уральской области. В 1930 году в связи с ликвидацией округов перешёл в прямое подчинение Уральской области, а вскоре упразднён.

### Челябинская область
В 1935 году Покровский район был восстановлен в составе Челябинской области.
В 1940 году Покровский район включал Белоносовский, Кисловский, Клевакинский, Маминский, Мосинский, Мухлынинский, Переборский, Покровский, Походиловский, Рыбниковский, Смолинский, Сосновский, Темновский, Троицкий, Тыгишский, Черноусовский и Шиловский сельсоветы.
15 июня 1942 года Покровский район был передан в состав Свердловской области.

### Свердловская область
2 марта 1948 года Соколовский сельсовет был передан из Белоярского района в Покровский.
14 января 1952 года Стариковский сельсовет был передан из Багарякского района Челябинской области в Покровский район и присоединён при этом к Троицкому сельсовету.
18 июня 1954 года Белоносовский сельсовет был присоединён к Мосинскому, Мухлынинский и Черноусовский — к Клевакинскому, Переборский и Тыгишский — к Смолинскому, Соколовский — к Кисловскому, Шиловский — к Маминскому, Походиловский — к Троицкому.
10 апреля 1959 года Темновский и Троицкий сельсовет присоединены к Маминскому, а Мосинский сельсовет — к Клевакинскому.
21 апреля 1961 года Смолинский сельсовет был присоединён к Рыбниковскому.
3 мая 1962 года к Покровскому районы были присоединены Суворский, Монастырский, Окуловский, Пироговский, Колчеданский и Малогрязнухинский сельсоветы, подчинённые администрации Красногорского района города Каменска-Уральского, а также Беловодский, Щербатовский, Травянский, Бродовский, Большегрязнухинский, Черемховский и Барабановский сельские советы, подчинённые администрации Синарского района того же города.
1 февраля 1963 года Покровский район был упразднён, а его территория передана в состав Белоярского сельского района.